# جان أوين
جان أوين (بالإنجليزية: Jan Owen)‏ هي كاتِبة وشاعرة أسترالية، ولدت في 18 أغسطس 1940 في أديلايد في أستراليا.